# 張彝訓
張彛訓（1529年—？），字天叙，號復所，山東兗州府寧陽縣人，軍籍，明朝政治人物。

## 生平
嘉靖四十年（1561年）辛酉科山東鄉試第五名。隆慶五年（1571年）登辛未科会试第二百五十三名，三甲第七十四名進士。兵部觀政，本年授官直隸永平府撫寧縣知縣。丁憂歸，万历六年（1578年）復除保定府博野县知县，七年升户部主事，九年升山西司郎中，大同管粮。十四年官至陕西布政司參議，次年改调。

## 家族
曾祖父張俊；祖父張珣；父張滋，生员赠奉政大夫户部山西司郎中。母宋氏，赠宜人。弟彝器、彝教、彝性、彝憲。